# Royal Typewriter Company
La Royal Typewriter Company es un fabricante de máquinas de escribir fundado en enero de 1904. Tenía su sede en la ciudad de Nueva York y su fábrica en Hartford, Connecticut.

## Historia
La Royal Typewriter Company fue fundada por Edward B. Hess y Lewis C. Myers en enero de 1904 en un taller mecánico de Brooklyn, Nueva York. Al año siguiente, Hess y Myers recurrieron a Thomas Fortune Ryan, a quien le mostraron un prototipo de máquina de escribir. Su máquina tenía numerosas innovaciones, incluido un riel de una sola vía con rodamiento de bolas y sin fricción para soportar el peso del carro, una nueva alimentación de papel, una acción de barra de escritura más liviana y rápida y visibilidad completa de las palabras a medida que se escriben. Ryan aportó US$220 000 a cambio del control financiero.
En marzo de 1906 se vendió la primera máquina de escribir Royal, la Royal Standard. El Royal Standard se distinguió de su competencia por su diseño de «plataforma».
Con el aumento de la demanda, Royal compró 5¼ acres en Hartford, Connecticut, como nuevo sitio para su planta de fabricación. Los planes originales exigían que el Royal Typewriter Company Building tuviera una capacidad de 250 000 pies cuadrados (23 226 m²) y su construcción costó US$350 000. En 1908, Royal comenzó a fabricar allí y, con el tiempo, Royal y su competidor de la ciudad, Underwood Typewriter Company, convertirían a Hartford en la «capital mundial de las máquinas de escribir».
En 1911, Royal presentó la máquina de escribir Royal 5, que también utilizaba el diseño de «cama plana».
El primer modelo de Royal que utilizó el diseño «vertical» fue el Royal 10, que salió al mercado en 1914. Los modelos originales tenían dos cristales biselados a cada lado.
En 1926, Royal introdujo la marca «Roytype» para su línea de cintas para máquinas de escribir y papel carbón.
Para promocionar el nuevo Royal portátil, el presidente G. E. Smith consiguió el patrocinio exclusivo de la pelea por el campeonato Dempsey-Tunney del 23 de septiembre de 1926 por 35 000 dólares. Este combate de boxeo fue la primera transmisión radiofónica a nivel nacional.
The Daily News de Nueva York estimó que 20 millones de aficionados de costa a costa escucharon la retransmisión.
La introducción de Royal de su línea de máquinas de escribir portátiles fue un éxito inmediato y lanzó a la empresa a convertirse en la marca de máquinas de escribir número uno en ventas en el mundo.
El 9 de octubre de 1926, el Hartford Daily Courant informó que Royal acababa de fabricar su máquina de escribir número un millón.
Para promover la robustez de sus máquinas de escribir, George Edward Smith, presidente de Royal, compró un avión trimotor Ford-Stout en agosto de 1927. Este avión, comúnmente llamado Royal Airtruck, arrojó más de 200 máquinas de escribir en cajas con paracaídas a los distribuidores sobre la costa este de los Estados Unidos en su vuelo inaugural. Royal finalmente entregó más de 11 000 máquinas de escribir de esta manera y solo diez resultaron dañadas.
En enero de 1941, Edward B. Hess, uno de los fundadores y vicepresidentes de Royal, murió en Orlando, Florida. Hess fue un inventor prolífico y poseía más de 140 patentes relacionadas con la máquina de escribir.
La Segunda Guerra Mundial trajo cambios tremendos a Royal. Para ayudar en el esfuerzo bélico, Royal convirtió su fabricación exclusivamente en trabajos bélicos. Royal fabricaba ametralladoras, rifles, balas, hélices y repuestos para motores de aviones. No sería hasta septiembre de 1945 que Royal retomó la producción de máquinas de escribir a tiempo completo y no fue hasta diciembre de 1948 que se puso al día con el trabajo atrasado de antes de la guerra.
Los modelos más populares de Royal estaban en la serie Quiet Deluxe de máquinas de escribir portátiles, producidas desde 1939 hasta 1959 (con un intervalo durante la Segunda Guerra Mundial).
En 1947, Royal produjo, en cantidad limitada, una versión chapada en oro de su popular modelo Quiet Deluxe. Ian Fleming, el novelista británico que escribió las novelas de James Bond, utilizó un Quiet Deluxe chapado en oro. Muchos otros escritores utilizaron una Quiet Deluxe, incluido Ernest Hemingway, u otros modelos de máquina de escribir Royal, incluido John Steinbeck.
Otros fabricantes de máquinas de escribir utilizaron las innovaciones de Royal en sus máquinas de escribir. En 1947, Royal ganó demandas de patentes contra Remington y LC Smith Corona.
En febrero de 1950, Royal presentó su primera máquina de escribir eléctrica.
Lewis C. Myers, el fundador superviviente de la Royal Typewriter Company, murió en Freeport, Nueva York, a la edad de 84 años.
La demanda mundial hizo que Royal abriera una nueva fábrica en Leiden, Países Bajos, para producir máquinas de escribir en 1953.
En abril de 1954, la Royal Typewriter Company anunció su plan de fusionarse con McBee, un fabricante líder de máquinas y suministros de contabilidad y estadística. En julio, los accionistas de Royal aprobaron el plan y se formó Royal McBee.
De 1954 a 1964, las ventas se dispararon de 84,7 millones de dólares a más de 113 millones de dólares. Royal McBee figuraba constantemente en la lista Fortune 500.

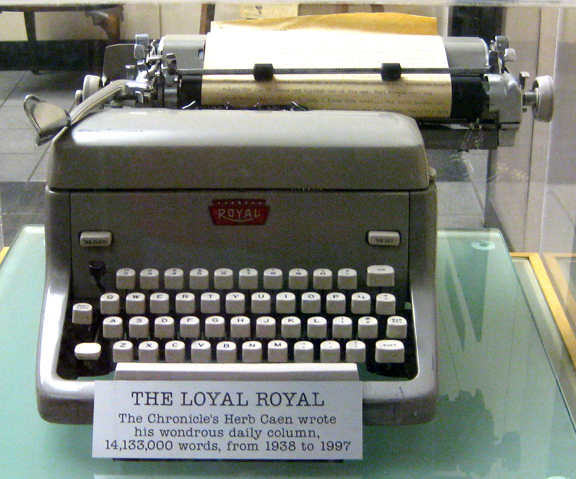
Una máquina de escribir Royal FP utilizada durante muchos años por Herb Caen, ganador del premio Pulitzer, para preparar su columna diaria. Lo llamó Loyal Royal («Royal leal»).

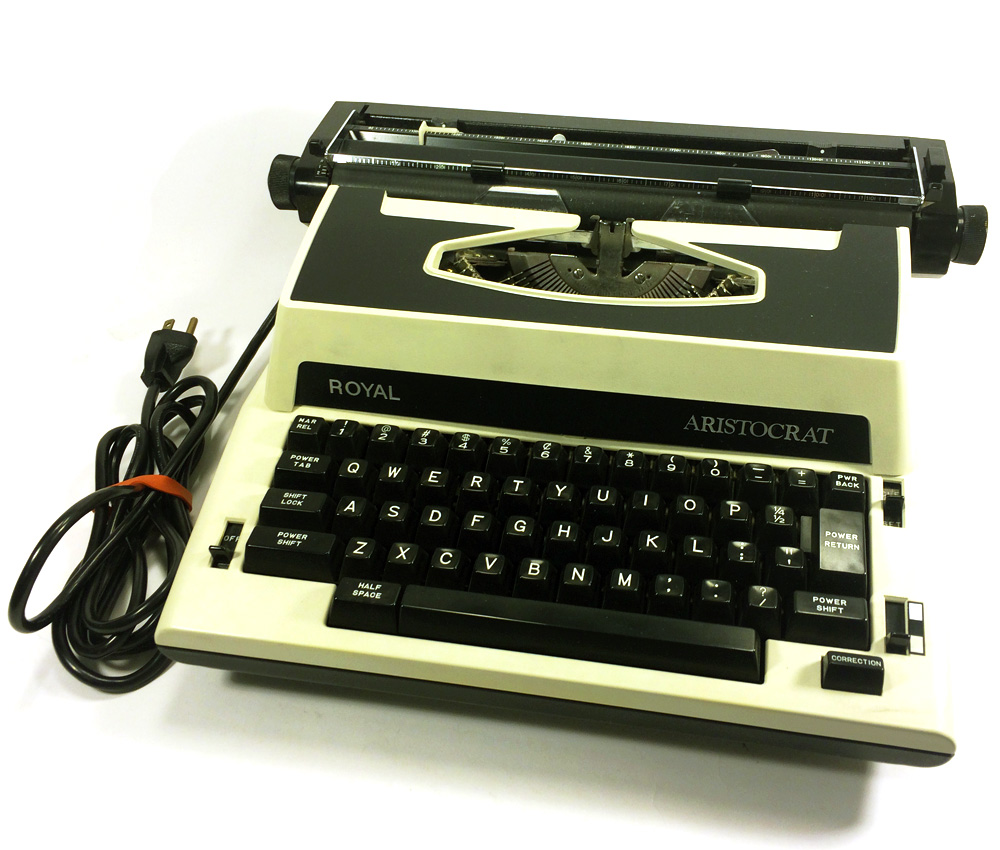
Máquina de escribir eléctrica Royal Aristocrat.

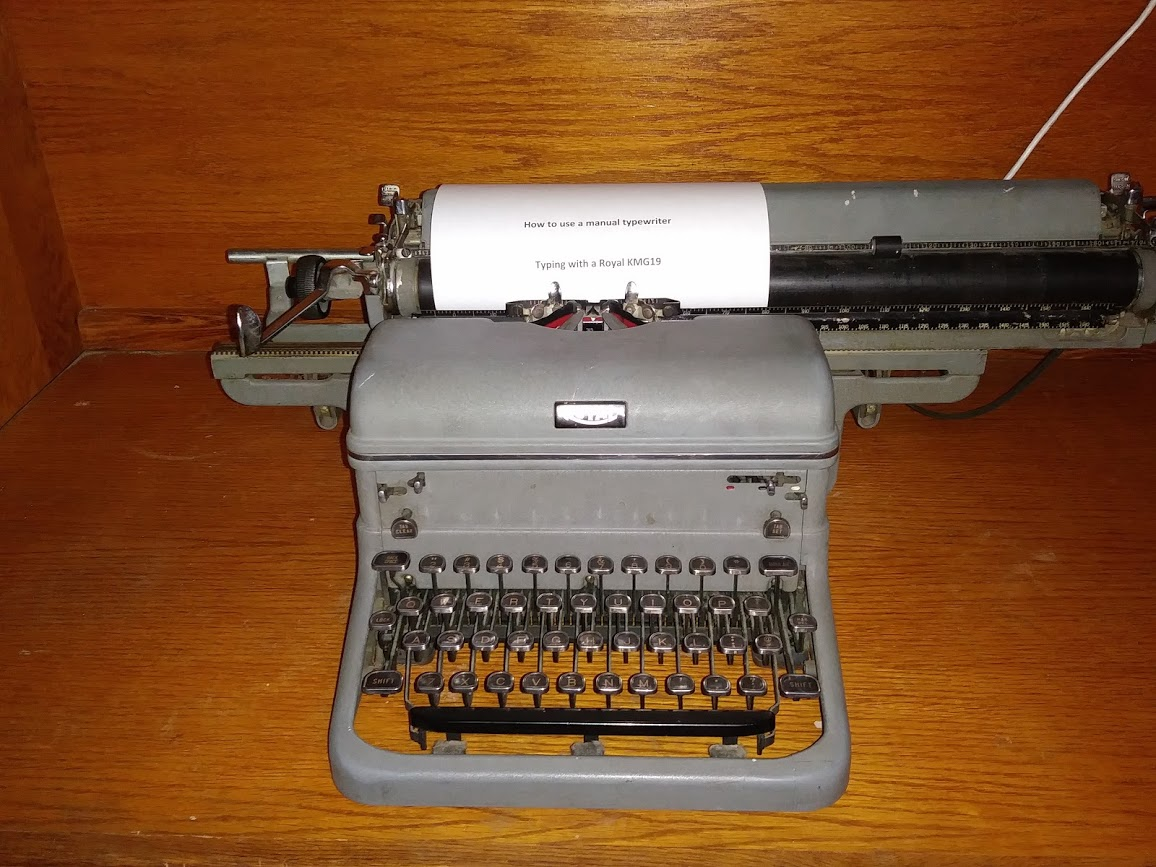
Real KMG19.

En diciembre de 1957, Royal anunció que acababa de producir su máquina de escribir número 10 millones. Se recibieron felicitaciones del secretario de Comercio de Estados Unidos, Sinclair Weeks, y del gobernador de Connecticut, Abe Ribicoff.
En diciembre de 1964, los accionistas de Litton Industries aprobaron la adquisición de Royal McBee. El acuerdo se volvió definitivo en marzo de 1965. Litton volvería a cambiar el nombre de Royal McBee a Royal Typewriter y reorganizaría la empresa en cinco divisiones: Royal Typewriter, Roytype Consumer Products, Roytype Supplies, McBee Systems y RMB.
En octubre de 1966, Litton anunció planes para adquirir el productor inglés de máquinas de escribir Imperial, a través de su división Royal Typewriter.
En enero de 1969, Litton Industries consolidó aún más su dominio en el mercado de las máquinas de escribir con la compra del fabricante alemán de máquinas de escribir Triumph-Adler. Casi de inmediato, el gobierno de Estados Unidos presentó una demanda antimonopolio contra Litton acusándolo de crear un monopolio. La FTC dictaminó en marzo de 1973 que Litton debía deshacerse de Triumph-Adler. Litton apeló y, en una rara revocación, la FTC emitió un fallo en abril de 1975 declarando que Litton podía quedarse con Triumph-Adler.
En marzo de 1979, Volkswagen, buscando diversificarse, anunció su intención de adquirir una participación del 55% en Triumph-Adler. En el trato se incluía Royal Typewriter.
Las ventas continuaron aumentando y en 1982 las ventas en Norteamérica de Royal y Triumph-Adler ascendieron a más de 600 millones de dólares.
En abril de 1986, Olivetti, el fabricante italiano de máquinas de escribir y ordenadores, anunció planes para comprar Triumph-Adler y Royal de Volkswagen. Durante casi dos décadas, Royal fue parte de la familia Olivetti.
En las décadas de 1970 y 1980, el mercado de las máquinas de escribir maduró bajo el dominio de grandes empresas de Gran Bretaña, Europa y Estados Unidos. Antes de la llegada de las máquinas de escribir tipo margarita y electrónicas — Royal y otros grandes fabricantes se enfrentaban a una fuerte competencia de máquinas de escribir de Asia, incluidas Brother Industries y Silver Seiko Ltd. de Japón.
En septiembre de 2004, Royal volvió a ser una empresa privada estadounidense.
Ahora conocida como Royal Consumer Information Products Inc., la línea de productos de Royal ha evolucionado para incluir cajas registradoras, trituradoras, asistentes digitales personales (PDA)/organizadores electrónicos, básculas postales, estaciones meteorológicas y una amplia gama de suministros de imágenes originales y compatibles/remanufacturados. compatible con las impresoras, faxes y fotocopiadoras más populares de la actualidad.
A partir de 2019, Royal sigue introduciendo nuevas máquinas de escribir bajo la marca Royal.
El 1 de noviembre de 2021, Royal Consumer Information Products, Inc. (para América) y Moravia Consulting spol. s.r.o., con sede en Chequia (para todos los demás mercados) se convirtió en licenciatario de HP Development Company, LP para continuar con el desarrollo, producción, distribución, marketing y soporte de calculadoras de la marca HP.
Durante la década de 1980, Royal también produjo impresoras de margarita para el consumidor como Royal LetterMaster y Royal OfficeMaster 2000, siendo la primera un modelo más económico.

## Ordenadores

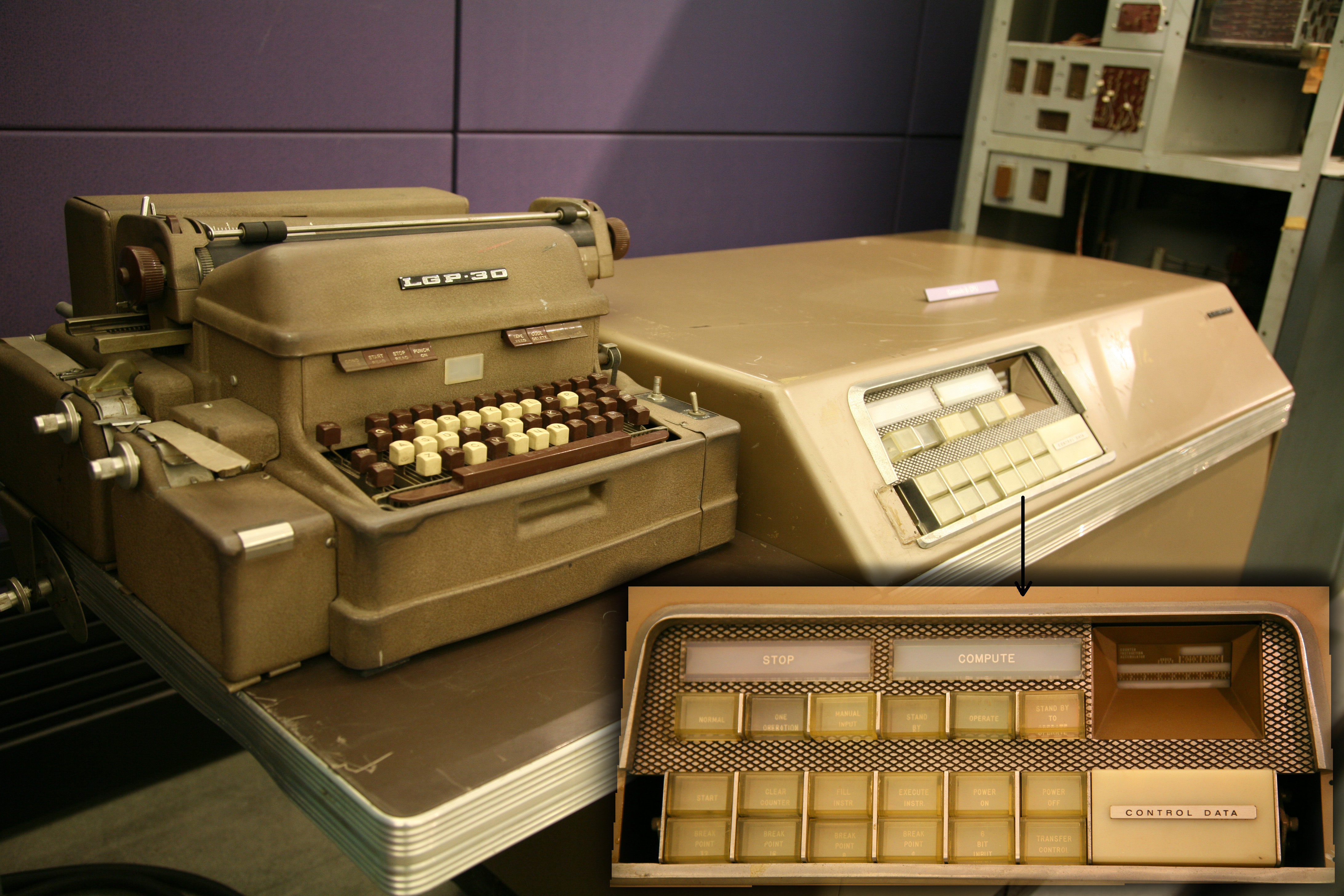
Una computadora LGP-30 de Royal McBee

Royal McBee vendió y dio servicio a las primeras computadoras RPC-4000 y RPC-9000. Royal McBee se asoció con General Precision en Royal Precision Electronic Computer Company, que vendió y dio servicio a las computadoras de escritorio para un solo usuario LGP-30 (en 1956) y LGP-21 (en 1963) fabricadas por la división Librascope de General Precision. Royal McBee tenía su sede en Port Chester, Nueva York.
El RPC-4000 es la computadora en la que Mel Kaye realizó una legendaria tarea de programación en código de máquina, como lo cuenta Ed Nather en The Story of Mel.

## En la cultura popular
Una máquina de escribir Royal es un elemento importante de la historia de la novela Misery de Stephen King.
Se sabía que el corresponsal de 60 Minutes, Morley Safer, escribía todos sus guiones en una máquina de escribir Royal.
Una máquina de escribir Royal con tipografía Prestige Elite fue uno de los artículos encontrados en el apartamento de uno de los sospechosos de ser el Asesino del Zodiaco, Arthur Leigh Allen, y coincidía con la máquina de escribir que el asesino de Zodiac usaba para escribir cartas  enviadas al Departamento de Policía de Riverside.
Jessica Fletcher utilizó una máquina de escribir Royal para escribir sus novelas.
Mason Williams arrojó una máquina de escribir Royal Model X desde un automóvil a toda velocidad conducido por Ed Ruscha para su libro de arte Royal Road Test (1967).
En la película No Time for Sergeants (1958), cuando Will Stockdale (Andy Griffith) visita al psiquiatra de la Fuerza Aérea de los Estados Unidos, el mayor Royal B. Demming (James Millhollin), una máquina de escribir Royal se exhibe en un lugar destacado en su oficina.
En la secuencia del título de apertura de la serie de televisión Kolchak: The Night Stalker, se ve al personaje principal, Carl Kolchak (interpretado por el actor Darren McGavin), escribiendo una noticia en una máquina de escribir manual modelo Royal HH.